# 工藤友美
工藤 友美（くどう ともみ、1980年6月4日 - ）は、岩手県出身の元女性モデル。

## 来歴・人物
- 身長167cm、B:87cm、W:58cm、H:85cm。血液型はO型。
- 1999年から2001年8月まで「パラパラオールスターズ」のメンバーとして活動。
- その後プラチナムプロダクションに所属。popteenのモデルとして活動する傍ら、2003年にはトリンプ・イメージガールに選ばれた。

## リリース作品

### DVD
- D-Splash! 工藤友美（2003年5月1日、キングレコード）
- あの頃あの場所で…（2003年9月18日、イーネットフロンティア）
- 工藤友美 GRAPE（2004年9月22日、ラブロス）

### 写真集
- Smile Lush 工藤友美1st.写真集（2003年10月発売、彩文館出版）